# Замятин переулок (Санкт-Петербург)
Замя́тин переулок — переулок в Адмиралтейском районе Санкт-Петербурга. Проходит от Английской набережной до Конногвардейского бульвара.

## История названия
С 1771 года носит название Графский переулок (от Невы до Галерной улицы). С 1801 года называется Замятин переулок, по фамилии домовладельца коллежского советника Г. Замятина.
9 апреля 1921 года переименован в Красный переулок имени Леонова, по Красной улице (теперь Галерная улица) и в честь А. П. Леонова, большевика, рабочего Василеостровского трамвайного парка, депутата Петроградского городского совета, погибшего под Петроградом в 1919 году. С середины 1920-х годов носил название переулок Леонова. 13 января 1998 года возвращено историческое название Замятин переулок.

## История
Возник в первой половине XVIII века. В начале проходил от реки Невы до Галерной улицы. В 1868 году продлён до Конногвардейского бульвара.

## Достопримечательности
- Дом № 1 — дом С. П. Горсткина (С. М. Толстого). Первое здание на участке появилось в конце XVIII века, впоследствии дом надстраивали и перестраивали в 1869, 1884 и 1885 гг. В разные годы над ним работали архитекторы Ц. А. Кавос, И. П. Маас и А. С. Хренов[2].
- Дом № 4 — Банкирский дом Гинцбурга. В советские годы — ЛенжилНИИпроект.